# Урту, Марлиз
Марлиз Урту (фр. Marlyse Hourtou; род. 29 июля 1996) — лучница из Чада, специализирующаяся в стрельбе из олимпийского лука. Участница летних Олимпийских игр 2020 года в Токио. Двукратный бронзовый призёр Африканских игр.

## Биография
Марлиз Урту родилась 29 июля 1996 года.

## Карьера
Стрельбой из лука Марлиз Урту начала заниматься в 2008 году. По воспоминаниям Марлиз, она первоначально занималась по 30 минут после школы, совершая четыре-пять выстрелов, но даже это делало её счастливой.
Впервые на международном турнире спортсменка из Чада выступила в 2014 году.
Урту выступила на чемпионате Африки 2016 года в намибийском Виндхуке. В индивидуальном турнире она набрала 216 очков в предварительном раунде, и в первом поединке плей-офф попала на соотечественницу Стефани Аланию и победила со счётом 6:2 по сетам. В следующем матче она уступила ивуарийке Карле Франджилли. Она также участвовала в женском командном турнире и миксте, но в обоих дисциплинах спортсмены Чада не сумели взять ни одного очка в трёх поединках (женском полуфинале и матче за бронзу, в четвертьфинале микста).
С 2018 по 2020 годы стажировалась в Лозанне. По словам Урту, она многому научилась, и в сравнении с уже имеющимися навыками ей казалось, что училась практически с нуля.
В 2019 году Урту выступила на чемпионате исламской солидарности в Дакке только в индивидуальном первенстве, где стала 25-й в предварительном раунде и уже в первом матче плей-офф уступила индианке Аманприт Каур со счётом 1:7. В том же году приняла участие на чемпионате мира в Хертогенбосе, что по её словам стало одним из самых запоминающихся моментов в карьере. Спортсменка набрала 623 очка в предварительном раунде и заняла 87-е место, попав на 26-ю сеяную Кристин Бьерендаль из Швеции. В плей-офф лучница из Чада уступила со счётом 2:6.
В том же году Марлиз приняла участие на Африканских играх в марокканском Рабате. Урту в предварительном раунде стала пятой с результатом 584 очка. В женском командном турнире Чад в четвертьфинале победил Алжир в дополнительной перестрелке (24:21) при счёте 4:4 по сетам, в полуфинале уступили Египту со счётом 0:6, но в поединке за бронзу сумели выиграть также в перестрелке (24:21) у сборной Марокко. В миксте Урту выступала с Исраэлем Мадайе, в четвертьфинале они победили лучников из Марокко со счётом 6:2, затем уступили египтянам и в матче за бронзовую медаль против Кот Д'Ивуара выиграли со счётом 5:1. Эта медаль для Марлиз Урту стала второй на чемпионате. Она начала индивидуальные соревнования с раунда 1/8 финала против алжирки Ясмин Беллал, которую победила со счётом 6:0. В четвертьфинале она проиграла египтянке Амаль Адам, которая была четвёртой сеяной.
По решению международной комиссии, Марлиз Урту получила право выступить на Олимпийских играх 2020 года в Токио. Урту заняла последнее место в предварительном раунде, таким образом, сразу попав на самую точную лучницу рейтингового раунда Ан Сан из Южной Кореи, которая в результате стала олимпийской чемпионкой. Тем не менее, Марлиз Урту сумела выиграть первый сет со счётом 28:27, но затем проиграла три подряд (23:27, 26:28 и 22:28).